# Distretto di Polohy
Il distretto di Polohy (in ucraino Пологівський район?) è un distretto nell'oblast' di Zaporižžja in Ucraina. Il suo centro amministrativo è la città di Polohy  Ha una popolazione di 163 641 abitanti.
Il 18 luglio 2020, come parte della riforma amministrativa dell'Ucraina, il numero di distretti dell'oblast di Zaporižžja è stato ridotto a cinque e l'area del distretto di Polohy è stata notevolmente ampliata.